# Aninoasa (Dâmbovița)
Pour les articles homonymes, voir Aninoasa.
Aninoasa est une commune du județ de Dâmbovița en Roumanie.